# 弗里多利娜·罗尔弗
弗里多利娜·罗尔弗（瑞典語：Fridolina Rolfö，1993年11月24日—），瑞典女子足球运动员。她曾代表瑞典国家队参加2016年和2020年夏季奥林匹克运动会足球比赛，获得二枚银牌。她也曾参加2019年世界杯女子足球赛以及2023年世界杯女子足球赛。

## 战术
战术比较相似前瑞典男子足球运动员兹拉坦·伊布拉希莫维奇的战术十分相似，因此效力于巴萨的时候被称作‘伊布的妹妹’。